# سدس

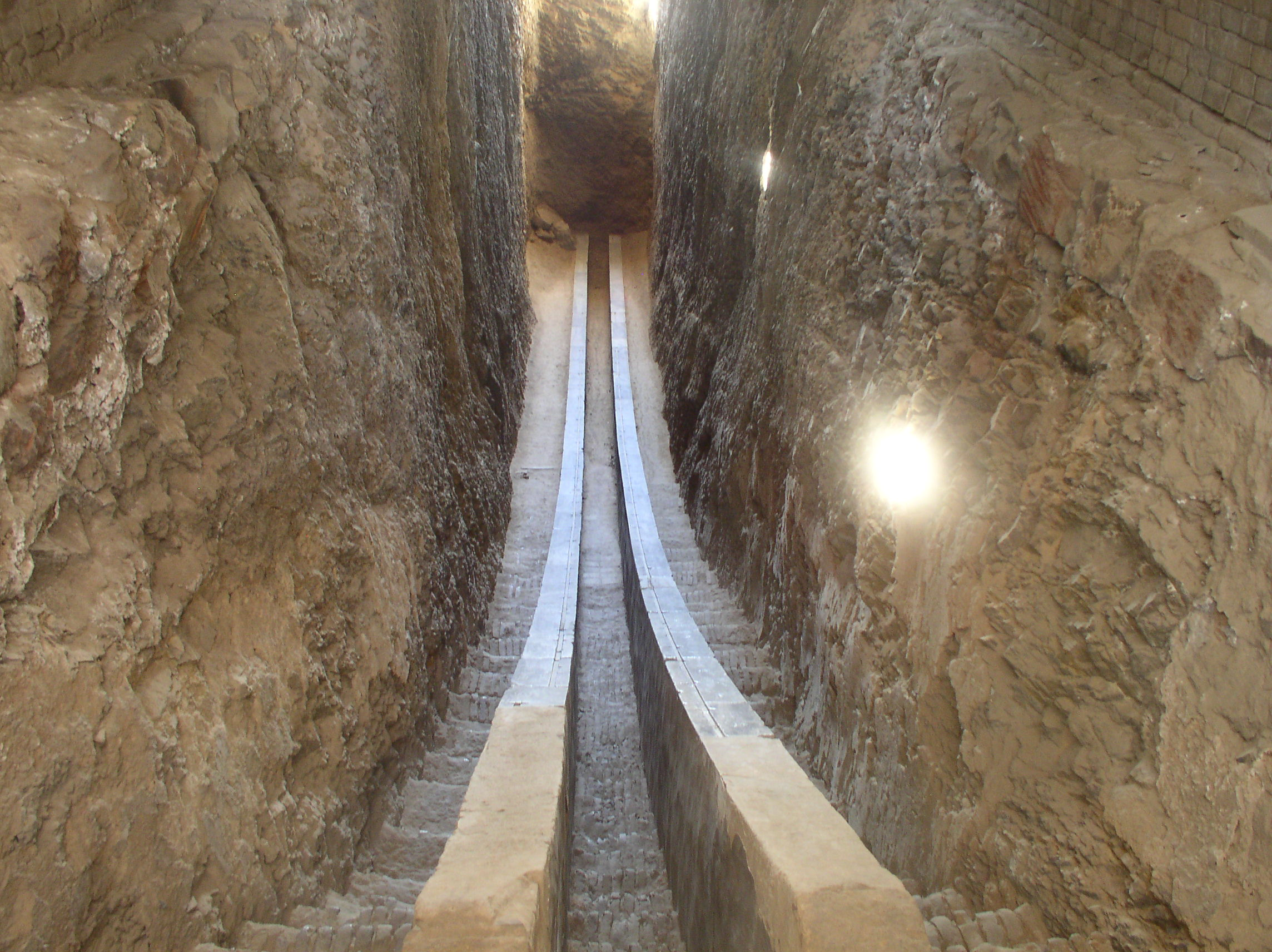
بخشی از سُدس باقی‌مانده رصدخانه الغ‌بیگ سمرقند

سُدس (از عربی=یک ششم) از ابزارهای ستاره‌شناسی برای اندازه‌گیری ارتفاع ستاره‌ها یا سیاره‌ها است.
سُدس یکی از ابزارهای اصلی رصدخانه‌ها پیش از اختراع تلسکوپ بود. سُدس معمولاً به‌شکل کمانی از دایره (یک‌ششم دایره) ساخته می‌شد. هرچه شعاع این کمان بزرگ‌تر بود اندازه‌گیری دقیق‌تری ممکن می‌شد.
سکستانت نوعی سُدسِ قابل حمل است که برای ناوبری در دریانوردی به کار می‌رود.